# Kulturella syndrom
Kulturella syndrom (tidigare kulturspecifika psykiska störningar) betecknar en heterogen grupp avvikande psykiska tillstånd, som uppträder i en bestämd kultur eller etnisk grupp. Kännetecknande är att de dels inte kan ges en traditionellt biomedicinsk förklaring och dels inte överensstämmer med vedertagna psykiatriska diagnoser. I stället kan beteendemönstret förstås utifrån en individs specifika livssituation i kombination med ett visst kulturellt eller etniskt ursprung.

## Terminologi

### Culture-bound syndrome
Termen culture-bound syndrome (CBS) infördes 1994 i Diagnostic and Statistical Manual of Mental Disorders (DSM-IV) och har främst använts inom medicin, psykologi, medicinsk antropologi och etnomedicin. Termen CBS blev kontroversiell eftersom den återspeglar olika perspektiv inom kultur- respektive vårdvetenskap. Antropologer och sociologer har en tendens att betona relativa och kulturspecifika dimensioner i syndrom, medan medicinare och psykologer tenderar att betona universella och neuropsykologiska dimensioner. Guarnaccia & Rogler (1999) har argumenterat för att studera CBS "on their own terms", och anser att syndromen har tillräcklig kulturell integritet för att bli behandlade som oberoende forskningsobjekt.
Syndromen uppfattades vara kännetecknade av:
1. Kulturintern klassificering som verklig sjukdom.
2. Stor medvetenhet om sjukdomen inom den egna kulturen.
3. Avsaknad av kännedom om sjukdomen inom andra kulturer.
4. Inga påvisbara biokemiska eller organiska sjukdomstecken.
5. Tillståndet diagnosticeras och behandlas enligt lokal medicinsk eller folkmedicinsk sed.

Vissa syndrom kunde uppvisa kroppsliga symtom (exempelvis smärta, hudrodnad, funktionsstörning av kroppsdel), andra enbart beteendestörningar.

### Cultural syndrome
I DSM-5 2013 delades begreppet i tre delar:
1. Cultural syndrome: a cluster of invariant symptoms in a specific cultural group
2. Cultural idiom of distress: a way of talking about suffering among people in a cultural group
3. Cultural explanation or perceived cause for symptoms, illness, or distress

Kulturella syndrom kom att avse "kulturellt färgade begrepp, benämningar, förklaringar och symtombildningar som används i lokala, kulturella och sociala grupper; dvs närmast lokalt formade och använda sjukdomskategorier".

## Teorier
Ett vanligt synsätt på kulturella syndrom är att de är reaktioner på särskilda kulturella förutsättningar, men att det är möjligt att diagnosticera dem med vedertagna benämningar i ICD-10. Man kan också förklara uppkomsten med "social smitta", att det i en kultur finns en föreställning om en sjukdom och att medlemmar av kulturen smittas genom att lära sig den och imitera den. Så förklaras till exempel uppkomsten av anorexia nervosa.
Flera av symtomen på de internationellt vedertagna diagnoserna kan samtidigt vara kulturspecifika, till exempel innehållet i en vanföreställning, arten av hallucination, eller den sjukdom som imiteras i en somatoform störning. De kulturella syndromen är sinsemellan mycket olikartade ifråga om förlopp, uttryck och prognos. De kan förekomma som diagnoser i respektive länder, men WHO rekommenderar bruk av de etablerade diagnoserna medan forskning på störningarna bör fortgå. 
Vissa studier uppmärksammar att kulturella syndrom representerar en acceptabel väg att inom en kultur (och kulturell kontext) för vissa sårbara individer att uttrycka oro i spåren av en traumatisk upplevelse.

## Exempel
Förr fanns bland ursprungsbefolkningen i Nordamerika en störning som kallades "windigo", som visade sig som en besatthet inför kannibalism. Många drabbade dödades eller begick självmord. Den förekommer inte längre. En liknande störning förekommer ännu i Indonesien och Malaysia, "amok", vilket betecknar ett psykiskt förlopp som börjar med ett oprovocerat mordförsök. Efteråt drabbas personen av amnesi, och många drabbade begår självmord. "Latah" är en traumarelaterad diagnos i samma länder, som yttrar sig i ekolali eller trans.
"Nerver" i Skandinavien, "nerfiza" i Egypten, och liknande benämningar i Grekland och Sydamerika, är en diagnos för en extremt stark sorg som kan vara kronisk eller återkommande, ofta med somatisering, psykomotorisk agitation, viktminskning, och minskad reaktivitet. Som regel får personerna diagnosen "episod av mild depression med somatisering", Likartad sjukdomsbild med olika namn finns i många länder, på alla kontinenter.
Bland inuiter förekommer en störning som kallas arktisk hysteri, vilket kan bero på hypokalemi (tetani). Det yttrar sig i ett kortvarigt anfall av störande beteende (till exempel att klä av sig naken eller rulla sig i snö), och drabbade personer blir normalt sett helt återställda efter anfallet som varar någon minut.
"Taijin kyofusho" är en psykisk störning som kan drabba unga i Japan, som regel intellektuella eller framgångsrika, vars symtom är isolering från anhöriga, samt en överdriven uppmärksamhet på kroppen och dess funktioner (svettningar, att rodna, dess utseende, sjukdomssymtom). Enligt ICD-10 är detta en variant av social fobi.
I Taiwan finns en störning som kallas "pa-leng" (fringofobi), som innebär en sjuklig rädsla för kall vind på grund av en tro att vinden ska göra dem impotenta. Symtomen är att personen klär sig mycket varmt. I samma land och i Indien finns en sjukdom som heter "dhat". Den som har dhat tror att spermierna ska ta slut eller att de lämnar kroppen ofrivilligt. Eftersom det förekommer en tro att även kvinnor har spermier, kan också kvinnor drabbas dhat. Dhat anses lokalt bero på att man har samlag för ofta. Den drabbade letar efter spår av spermier i urinen (till exempel vita utsöndringar). ICD-10 uppfattar detta som en neuros. 
På ett likartat sätt kan internationella diagnoser uppfattas som normala beteenden i en del kulturer. Depression kan traditionellt uppfattas som en sorg, och flera andra diagnoser som ett tillstånd efter att ha grubblat för mycket.